# Jahreszeiten
Jahreszeiten es el sexto álbum de la banda alemana de black metal Nargaroth. Fue lanzado el 12 de septiembre de 2009 por la discográfica No Colours Records. El álbum con el logotipo bordado se encuentra limitado a mil copias, doble LP limitado a 200 copias en rojo, 300 en blanco, 100 con sapicaduras rojas y un número desconocido de color negro.

## Historia
Este álbum ha causado mucha controversia, ya que la música de este es muy diferente a los esquemas del black metal y a los anteriores álbumes de Nargaroth. Algunos escuchas consideran la música infantil e incluso la califican comúnmente como música ideal de fiesta de cumpleaños.
En respuesta Kanwulf hace un escrito sobre el álbum en su página web oficial:

 Esta grabación no es un álbum de black metal y, por tanto no puede ser juzgado con el mismo criterio. Es un intento de reflejar, tanto lírica como musicalmente, las características de las cuatro estaciones así como las sensaciones de la (“enfermedad mental”) llamada amor y sus cambios en una noción clásica. En el libreto he expresado esto al escribir “las peculiaridades emocionales y representaciones mentales las cuales se ven reflejadas en la progresión musical-melódica de cada canción por individual”. El principio melódico de cada una de las piezas representa las características de la temporada respectiva, pero también el estado emocional momentáneo del amor, las cuales han sido logradas a través de melodías lineales atípicas en el Black metal para darle justicia a la ardua tarea de capturar el momento emocional. Para las ilustraciones de estas dinámicas complejas, mis líricas contienen elementos clásicos, que deberían ser familiares a todo aquel que alguna vez haya lidiado con los clásicos y la literatura, por ende rechazo cualquier tipo de insinuaciones de plagio.

Cuando, por otra parte, algunos se divierten en emocionarse por ello, la recuerdan como “música para tomar cerveza en una carpa” u otros sonidos infantiles similares, el efecto enérgico de esta melodía es revelado, pues ellos, también, se acercan a la intención de aquel sentimiento de gozo.
 Kanwulf Página oficial de Nargaroth (español)

## Lista de canciones
| N.º | Título     | Traducción | Duración |  |
| 1.  | «Prolog»   | Prólogo    | 3:01     |  |
| 2.  | «Frühling» | Primavera  | 10:33    |  |
| 3.  | «Sommer»   | Verano     | 15:51    |  |
| 4.  | «Herbst»   | Otoño      | 21:59    |  |
| 5.  | «Winter»   | Invierno   | 16:39    |  |

## Créditos
- Kanwulf - Voz (hablada y cantada), guitarra eléctrica, bajo, guitarra acústica y sintetizador.
- Erebor - Batería
- Marcel Happke - Solo de guitarra en la canción Winter.